# TMK
TMK este cea mai mare companie rusească producătoare de țevi de oțel, înființată în 2001. Compania a produs țevi în anul 2006 din 3 milioane de tone de oțel.
Clienții companiei TMK sunt marile companii de gaz și petrol ca Gazprom, Lukoil, Transneft, Rosneft, TNK-BP, Surgutneftegaz, Shell, Total, Occidental Petroleum, Anadarko Petroleum, Saudi Aramco, AGIP, Wintershall, ONGC, Kuwait Oil Company, Repsol, și Statoil.
De asemenea TMK a furnizat țevi în mai multe proiecte rusești și internaționale, printre care: Caspian Pipeline Consortium, Baltic Pipeline System, Yamal-Europe. În prezent (2008), TMK este furnizor în cadrul proiectelor de expansiune a conductelor din Asia Centrală.
În anul 2001, TMK a cumpărat producătorul de țevi Artrom Slatina.
În anul 2004, TMK a cumpărat Combinatul Siderurgic Reșița.
Cifra de afaceri în 2006: 3,38 miliarde USD (2,94 miliarde USD în 2005)